# Asota assimilis
Asota assimilis är en fjärilsart som beskrevs av Rothschild 1897. Asota assimilis ingår i släktet Asota och familjen nattflyn. Inga underarter finns listade i Catalogue of Life.